# Antillostenochrus
Genre
Antillostenochrus est un genre de schizomides de la famille des Hubbardiidae.

## Distribution
Les espèces de ce genre sont endémiques des Grandes Antilles.

## Liste des espèces
Selon Schizomids of the World (version 1.0) :
- Antillostenochrus alejandroi (Armas, 1989)
- Antillostenochrus alticola Teruel, 2003
- Antillostenochrus brevipatellatus (Rowland & Reddell, 1979)
- Antillostenochrus cerdoso (Camilo & Cokendolpher, 1988)
- Antillostenochrus cokendolpheri Armas & Teruel, 2002
- Antillostenochrus gibarensis Armas & Teruel, 2002
- Antillostenochrus holguin Armas & Teruel, 2002
- Antillostenochrus planicauda Teruel, 2003
- Antillostenochrus subcerdoso (Armas & Abud Antun, 1990)
- †Antillostenochrus pseudoannulatus (Krüger & Dunlop, 2010)

et décrites depuis
- Antillostenochrus anseli Teruel, 2015
- Antillostenochrus eremita Teruel & Rodriguez-Cabrera, 2019
- Antillostenochrus longior Teruel, 2013

## Publication originale
- Armas & Teruel, 2002 : Un género nuevo de Hubbardiidae (Arachnida: Schizomida) de las Antillas Mayores. Revista Ibérica de Aracnología, vol. 6, p. 45-52 (texte intégral).